# Meike de Nooy
Meike de Nooy (* 2. Mai 1983 in Eindhoven) ist eine ehemalige niederländische Wasserballspielerin.

## Sportliche Karriere
Die 1,85 m große Meike de Nooy spielte von 2003 bis 2008 in der niederländischen Nationalmannschaft. Die Niederländerinnen belegten den sechsten Platz bei der Weltmeisterschaft 2003 und den zehnten Platz bei der Weltmeisterschaft 2005.
2008 stand sie bei den Olympischen Spielen in Peking als Ersatztorhüterin für Ilse van der Meijden im niederländischen Kader, wurde aber beim Olympiasieg der Niederländerinnen nicht eingesetzt.